# Bukovno
Bukovno – miasteczko i gmina w Czechach, w powiecie Mladá Boleslav, w kraju środkowoczeskim. Według danych z dnia 1 stycznia 2013 liczyła 671 mieszkańców.